# Кринка Белић
Кринка Белић (Врњачка Бања, 20. јун 1921 — Париз, 27. август 2004) била је српска  сликарка.

## Живот и стваралаштво
Кринка Белић је рођена у Врњачкој Бањи од оца Жике Белића и мајке Наталије Станковић. У родном месту је провела детињство и младост. Школу за примењену уметност похађала је у Београду у класи професора Светислава Лукића, а подучавали су је Зора Петровић, Мило Милуновић и Јован Бијелић.
После рата удала се за сликара Божу Илића.
Од 1960. живела је и радила у Паризу. Радила је у фабрици текстила и сликала је портрете на Монмартру. Критичар Жан Катлен је запазио 1970. да Белић у својим делима открива и обједињује своје српско са грчко-византијским наслеђем. Од тада у њеним сликама је присутно трагање за животом које обухвата лепоту стварања и тегобе људске судбине, мир медитеранске обале и женску патњу, сунце пејзажа Србије, мрак гробница српских жртава, индијанске ратнике... Излагала је у Београду, Паризу, Тулону, Минхену.

Кринкин мото био је: 
„Није ми важно шта људи кажу и мисле о мојим сликама, оно што је за мене важно је моја радост – уживање у сликању, да „уђем“ у платно и градим. Уметност је разлог мог постојања и ја осећам да то није узалуд“.

### Награде[4]
- Награда Европске академије уметности (1971)
- Друга награда Њујорка (1973)
- Велика хуманитарна награда Француске за уметнички рад:
  - 1976. са сребрном медаљом
  - 1978. са медаљом Вермеј
- Златна палма Париске критике са медаљом (1983)